# Лугано
Вижте пояснителната страница за други значения на Лугано.
Луга̀но (на италиански: Lugano) е курортен град в Югоизточна Швейцария, административен център на едноименния окръг Лугано.
Разположен е на северния бряг на езерото Лугано на около 10 km на запад от границата с Италия. Това е най-големият град в италианскоезичната част на страната. Населението му е 56 889 души по данни от преброяването през 2008 г.
Първите сведения за града като населено място датират от 724 г. Има жп гара.

## Спорт
Представителният футболен клуб на града е Лугано. Дългогодишен участник е в Швейцарската чалиндж лига.